# Center Hill (Florida)
Center Hill város az USA Florida államában, Sumter megyében. Lakosainak száma 846 fő (2020. április 1.).

## Népesség
A település népességének változása:
| Lakosok száma | 910  | 988  | 846  |
|               | 2000 | 2010 | 2020 |